# بیلی جو ساندرز
بیلی جو ساندرز (انگلیسی: Billy Joe Saunders؛ زادهٔ ۳۰ اوت ۱۹۸۹) بوکسور اهل بریتانیا است.